# Diny van Hoften
Diny van Hoften (Zaltbommel) is een Nederlandse redactrice, regisseuse en documentairemaakster.
Na de meao studeerde ze in 1998 af in de richting audiovisuele productie van de Hogeschool Limburg. In 2002 begon zij als programmamaakster/regisseuse bij Omroep Brabant en productiebedrijf TV8. Na een opleiding regie documentaire aan de Amsterdam Film School werd ze in 2018 freelance regisseur/filmproducent. Ook deed zij redactiewerk voor EO-programma's als Van Harte en Soulmates.

## Regisseur en producent
Een van haar eerste documentaires was Houdoe over Brabantse emigranten en hun nazaten in de Brabantse enclave in het Amerikaanse Little Chute.
In 2022 maakte ze met Joske Meerdink een documentaire over de ramp met het stoomschip Phoenix. In 1847 was een groep van 250 tot 300 Achterhoekers als emigrant naar Amerika vertrokken. Hun schip verging tijdens de laatste kilometers in het ijskoude water van Lake Michigan bij Wisconsin. Bijna alle opvarenden kwamen om. Van Hoften maakte met Meerdink een zoektocht naar verhalen rond deze scheepsramp. Ze gingen naar Michigan en maakten een vijfdelige podcastserie over de ramp. De documentaire De ramp met de Phoenix was in november 2022 te zien bij Omroep Gelderland. In april 2023 is de podcast bewerkt tot een muziektheatervoorstelling die in Winterswijkse Jacobskerk is opgevoerd door Excelsior Winterswijk.
In 2022/2023 regisseerde zij voor Omroep Brabant de vijfdelige serie Ons Orkest over philharmonie zuidnederland.

## Erkenning
Voor de serie De Ramp met de Phoenix werd zij met Joske Meerdink onderscheiden met de journalistieke onderscheiding De Tegel in de categorie Regionaal/Lokaal.

## Prijs
- De Tegel 2022